# 背徳法
背徳法（はいとくほう、英語: Immorality Act）は、かつて施行されていた南アフリカ共和国（南アフリカ連邦）の法律。

## 概要
白人と非白人（黒人、カラード、インド系）の恋愛関係を禁止し、カラードの根絶を目的に制定。アパルトヘイト体制を支える法のひとつであった。

## 歴史
1927年成立。1950年の改正により、白人と非白人の性行為も禁止した。
警察は背徳法を根拠に、白人と非白人の恋愛関係も取り締まった。被告人の下着は法廷の中で法医学的証拠として使用された。 
有罪判決を受けた者は懲役刑に処せられたが、黒人は白人より刑が重くなる場合がしばしばあった。 
背徳法によって有罪判決を下された最初の人間は、「ケープダッチ」と言われるオランダ系ケープ移民の改革派教会の幹部であった。自宅のガレージで黒人労働者と性行為を行なっていたところ逮捕され、執行猶予処分を受けた。
ボプタツワナでは、南アフリカから名目上独立したバントゥースタンとして背徳法の適用は受けなかったため、サンシティなどの白人の高級リゾート地において、黒人による売春は公然と行なわれていた。
1985年、雑婚禁止法とともに撤廃された。